# Проспект Сиверса

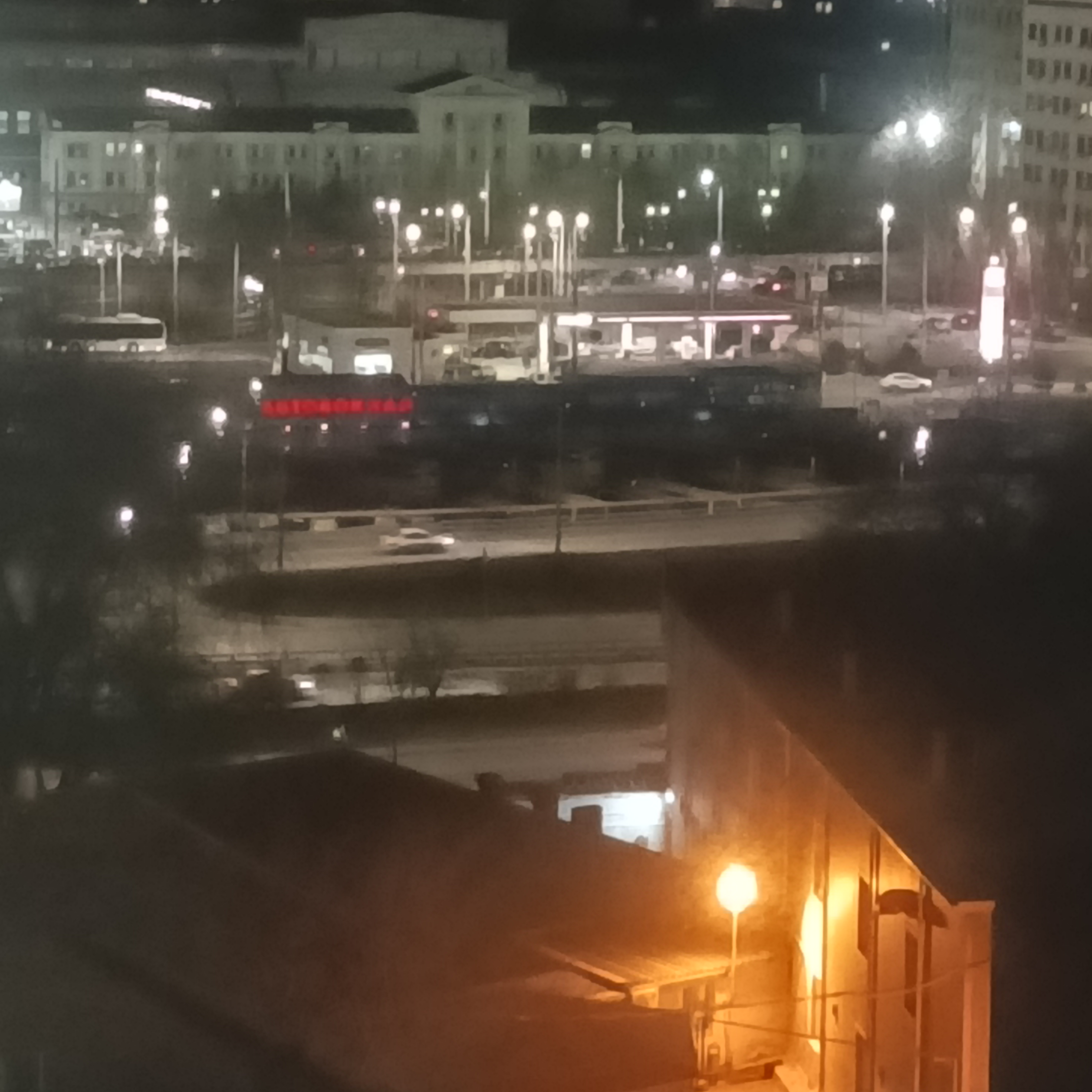
Проспект Сиверса рядом с вокзалом

Проспе́кт Си́верса — улица в Ленинском районе Ростова-на-Дону.

## География
Начинается на Береговой улице, являясь её продолжением. Заканчивается на улице Малюгиной. До Гвардейской площади над проспектом тянется Темерницкий мост, построенный в 2007—2010 годах. От площади до поворота на Депутатский мост по проспекту идут трамвайные пути (маршруты № 7 и № 10). После переходит в улицу Малюгиной. Длина — около 2 километров.

## Этимология
Назван[когда?] в честь Р. Ф. Сиверса, руководившего расказачиванием и красным террором на Дону. Ранее улица называлась Темерницкой набережной.

## Движение
От Береговой до разворота между Большой Садовой и ул. Согласия имеет четыре полосы (с уширением до шести у развязки с мостом Стачки), далее идёт небольшой двухполосный участок, соединяющий улицу и Темерницкую эстакаду. До пересечения с Депутатской улицей — четыре полосы, далее до конца улицы две. Движение двухстороннее на всём протяжении.

Панорама проспекта Сиверса